# Anna Těšínská († 1420)
Anna Těšínská (polsky Anna cieszyńska) (narozena ve druhé polovině 14. století, zemřela mezi lety 1403 a 1420) – kněžna z těšínské větve Piastovců.

## Život
Anna byla dcerou těšínského knížete Přemysla I. Nošáka a bytomské kněžny Alžběty, dcery Boleslava Kozelsko-Bytomského. Manželka lubínského knížete Jindřicha IX. Hajnovského.
Před 20. zářím 1396 se Anna provdala za Jindřicha IX. Hajnovského. Dne 29. září 1396 novomanžel, spolu se svým dědem Ludvíkem I. Lehnicko-Břežským a otcem Jindřichem VIII. Břežským potvrdili převzetí věna manželky, které vyneslo 2000 hřiven. Výměnou za toto věno potvrdili břežská knížata vdovský nárok na Kluczbork, Byczynu a Wołczyn (německy Konstadt), a polovinu výnosů z Brzegu, Wierzbna (německy Würben) a Olawy.
Z manželství se narodilo šest dětí:
- Ruprecht II. Lubinský (mezi 1396/1402 – 24. srpen 1431)
- Václav II. Olavský (okolo 1400 – 28. květen 1423)
- Ludvík III. Olavský (před 1405 – 18. června 1441)
- Kateřina Lubinská (okolo 1408, 1. srpna 1423 se provdala za Albrechta III. von Lindow † 1460[1], zemřela v roce 1424)
- Anna Lubinská
- Hedvika Lubinská (vstoupila do Cisterciáckého řádu)

Synové, po smrti otce, si knížectví rozdělili.

## Smrt
Datum smrti a místo pohřbení není známo.